# Rikky von Opel
Frederick von Opel Herrán (Nueva York, 14 de octubre de 1947), más conocido como Rikky von Opel, es un expiloto de automovilismo liechtensteiniano, nacido en Estados Unidos y de origen colombo-germano. Disputó 14 Grandes Premios de Fórmula 1, siendo el único piloto de dicha nacionalidad en correr en este campeonato. 
En 1972 fue campeón de Fórmula 3 Británica "Lombard North". Debutó en F1 al año siguiente, con el equipo Ensign (que también ingresaba al campeonato). Terminó 2 de las 7 carreras que disputó ese año.
En 1974 pasó a Brabham, en reemplazo de Richard Robarts, luego de correr una carrera con Ensign; clasificó a cuatro carreras y finalizó dos de ellas. El equipo contrató a Carlos Pace a partir de Brands Hatch para ocupar su asiento.
Dejó la competición tras ser despedido del equipo.

## Familia

La marca familiar Opel.

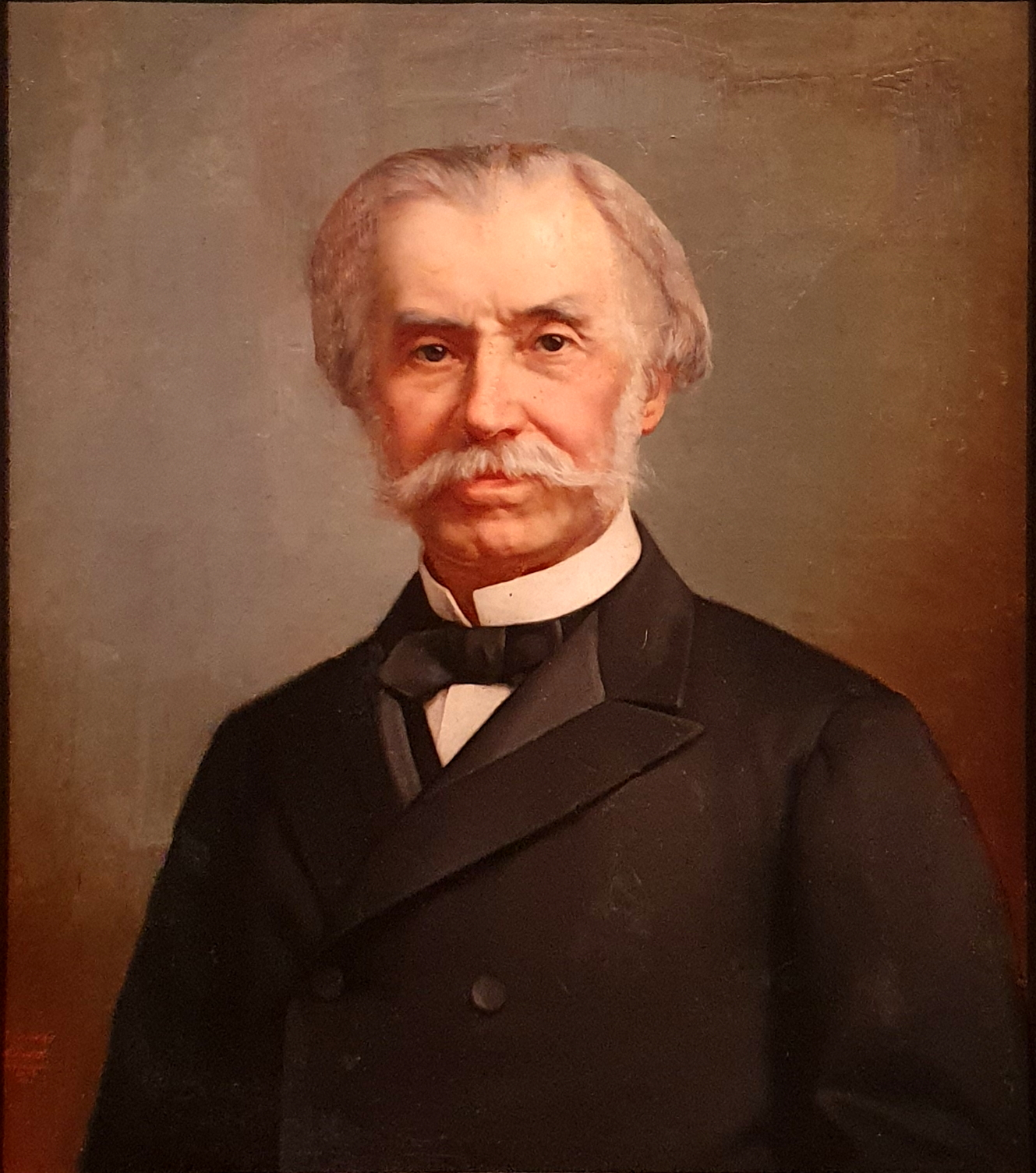
Su tatarabuelo materno, el expresidente de Colombia Pedro Alcántara Herrán.

Frederick von Opel es hijo del empresario del automovilismo alemán Fritz von Opel y de su esposa colombo-estadounidense Emma "Emita" Herrán Olózaga.
Su padre era hijo del empresario e ingeniero automotor Wilhelm von Opel, quien a su vez era hijo del industrial Adam Opel y de su esposa Sophie Opel, fundadores de la empresa germana Opel Automobile GmbH.Uno de los primos de Rikky, era el artista germano-suizo Gunter Sachs, quien estuvo casado con la actriz francesa Brigitte Bardot hasta 1969, y se suicidó en 2011. Su padre Fritz estuvo casado en primera nupcias con la actriz alemana Margot Löwenstein, de quien se divorció en 1947. 
Por su parte, su madre, quien era colombo-estadounidense, era hija del diplomático Rafael Herrán Echeverri, quien a su vez era hijo del también diplomático Tomás Herrán Mosquera. Tomás era hijo del expresidente de Colombia Pedro Alcántara Herrán, y sobrino del sacerdote católico y ex arzobispo Antonio Herrán; además que su padre era primo del también expresidente de Colombia Francisco Javier Martínez de Zaldúa, quien murió en el cargo.
En adición, el suegro de su abuelo materno era el también expresidente Tomás Cipriano de Mosquera, quien a su vez era hermano del expresidente Joaquín Mosquera y del ex arzobispo Manuel José Mosquera (a quien sucedió en la arquidiócesis de Bogotá el cuñado del suegro de su hermano, Antonio Herrán). Esas conexiones familiares emparentan a Rikky con la aristocracia más tradicional de Colombia.

## Resultados

### Fórmula 1
(Clave) (negrita indica pole position) (cursiva indica vuelta rápida)

| Año         | Escudería                 | 1       | 2       | 3       | 4       | 5       | 6       | 7       | 8      | 9       | 10      | 11      | 12      | 13      | 14     | 15      | Pos. | Puntos |
| ----------- | ------------------------- | ------- | ------- | ------- | ------- | ------- | ------- | ------- | ------ | ------- | ------- | ------- | ------- | ------- | ------ | ------- | ---- | ------ |
| 1973        | Team Ensign               | ARG     | BRA     | RSA     | ESP DNP | BEL DNP | MON     | SWE DNP | FRA 15 | GBR 13  | NED DNS | GER DNP | AUT Ret | ITA Ret | CAN NC | USA Ret | NC   | 0      |
| 1974        | Team Ensign               | ARG DNS | BRA DNP | RSA DNP |         |         |         |         |        |         |         |         |         |         |        |         | NC   | 0      |
| 1974        | Motor Racing Developments |         |         |         | ESP Ret | BEL Ret | MON DNQ | SWE 9   | NED 9  | FRA DNQ | GBR     | GER     | AUT     | ITA     | CAN    | USA     | NC   | 0      |
| Referencia: |                           |         |         |         |         |         |         |         |        |         |         |         |         |         |        |         |      |        |